# Võilaid

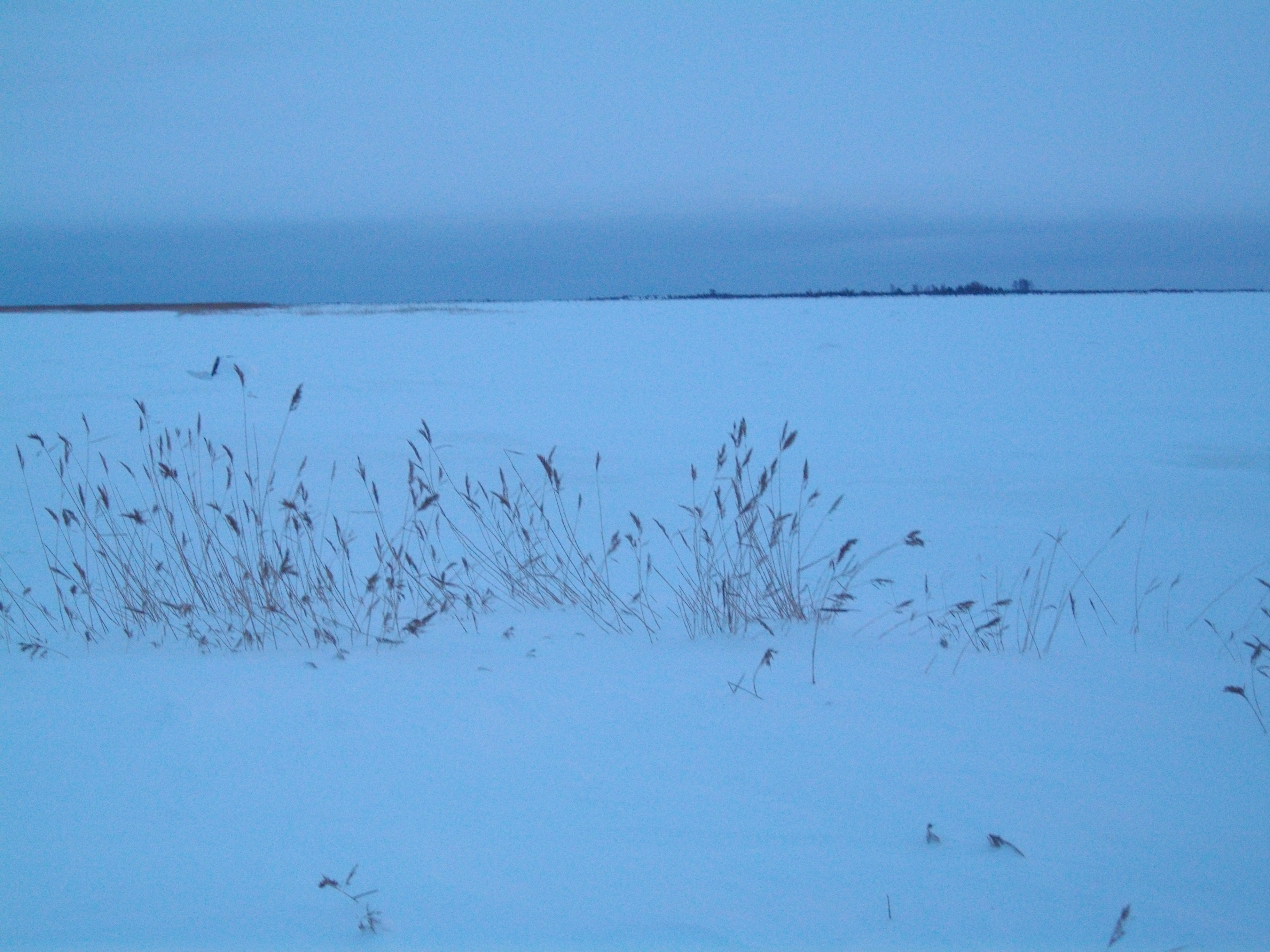
Võilaid

Võilaid ist eine estnische Ostsee-Insel.
Võilaid liegt südöstlich der estnischen Insel Muhu in der Bucht von Riga. Die Insel ist 2,5 km² groß und unbewohnt. Der höchste Punkt liegt 3,6 m über dem Meeresspiegel. Bei niedrigem Wasserstand ist die Insel zu Fuß von Muhu aus zu erreichen.
Die Insel erhielt ihren Namen nach dem Dorf Võiküla auf der Insel Muhu. Sie gehört verwaltungsmäßig zum Kreis Saare.